# Joachim von Knuth (Amtmann)
Joachim von Knuth († vor 1597) war ein deutscher Amtmann.
Joachim von Knuths Eltern waren Wentzloff von Knuth und dessen Gattin Anna, geborene von Wülschen. Sein Bruder war der Amtmann von Neukloster, Moritz von Knuth.
1577 begab sich Joachim ins Ausland. 1581 und 1584 wurde er zum Amtmann von Wredenhagen ernannt; er heiratete eine von Rohr.

## Vorfahren
| Joachim von Knuth Amtmann von Wredenhagen | Wentzloff von Knuth Herr auf Leizen | Ivan von Knuth Herr auf Leizen und Priborn | Wenzlav von Knuth                    |
| Joachim von Knuth Amtmann von Wredenhagen | Wentzloff von Knuth Herr auf Leizen | Ivan von Knuth Herr auf Leizen und Priborn | ?                                    |
| Joachim von Knuth Amtmann von Wredenhagen | Wentzloff von Knuth Herr auf Leizen | Sophia von Knuth, geb. von Lepel           | Oldewig von Lepel Herr auf Netzelkow |
| Joachim von Knuth Amtmann von Wredenhagen | Wentzloff von Knuth Herr auf Leizen | Sophia von Knuth, geb. von Lepel           | Anna von Lepel, geb. von Sanitz      |
| Joachim von Knuth Amtmann von Wredenhagen | Anna von Knuth, geb. von Wülschen   | ?                                          | ?                                    |
| Joachim von Knuth Amtmann von Wredenhagen | Anna von Knuth, geb. von Wülschen   | ?                                          | ?                                    |
| Joachim von Knuth Amtmann von Wredenhagen | Anna von Knuth, geb. von Wülschen   | ?                                          | ?                                    |
| Joachim von Knuth Amtmann von Wredenhagen | Anna von Knuth, geb. von Wülschen   | ?                                          | ?                                    |